# Kolerov
Kolerov je priimek več oseb:
- Aleksander Petrovič Kolerov, sovjetski general
- Aleksandar Kolerov, srbski nogometaš